# Christian Reichart

Christian Reichart

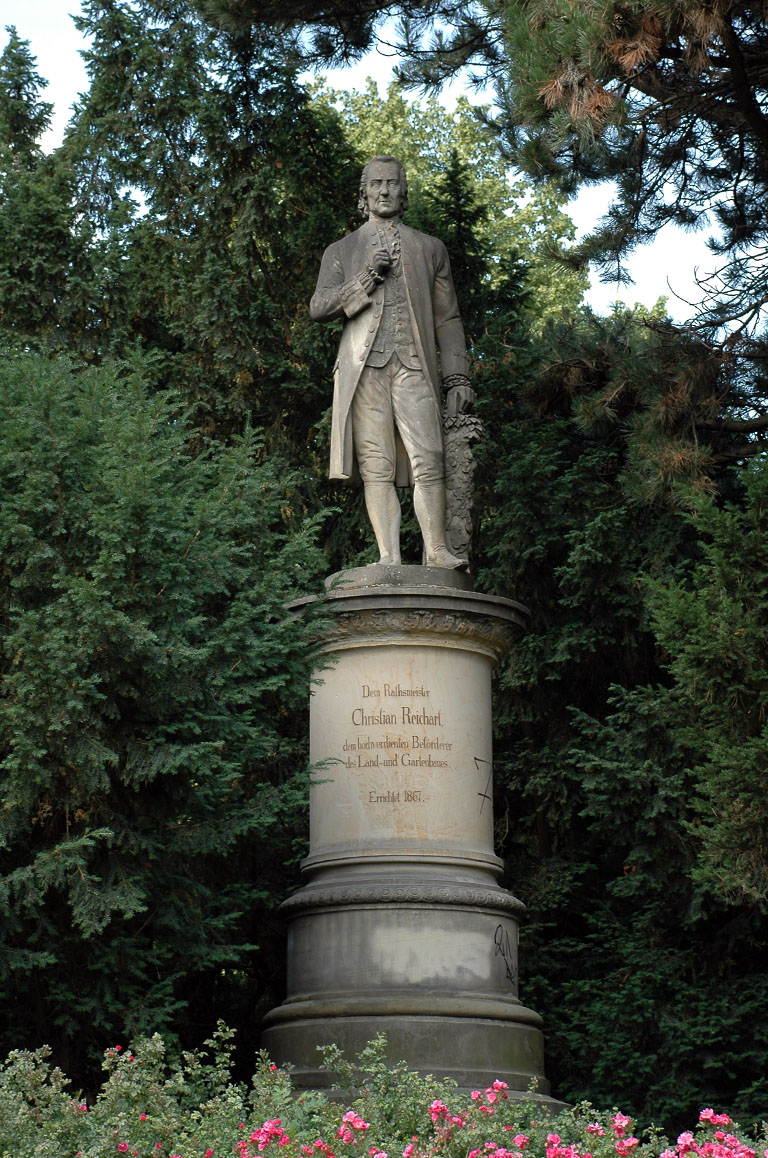
Das 1867 von Georg Friedrich Carl Kölling gestaltete Christian-Reichart-Denkmal in Erfurt

Christian Reichart (auch Reichardt, * 4. Juli 1685 in Erfurt; † 30. Juli 1775 ebenda) war ein deutscher Ratsmeister und Gärtner. Er war der Begründer des Gartenbaus in Deutschland. Reichart gilt als Pionier und Förderer des erwerbsmäßigen Gartenbaus in Erfurt und begründete so auch Erfurts Ruf als Blumenstadt.
Christian Reichart betrieb das, was wir heute Intensivierung in der Landwirtschaft nennen. Beispielsweise befasste er sich mit dem Anbau der Brunnenkresse. In Reicharts Gartenteich wuchs dieses vitaminreiche Feingemüse von selbst; ihm ging es aber um planmäßigen Anbau. Im 18. Jahrhundert bestimmte er die Entwicklung des Gartenbaus und der Landwirtschaft in Deutschland.

## Leben und Wirken
Christian Reichart wurde am 4. Juli 1685 als Sohn einer reichen Erfurter Familie geboren, die auf ihren umfangreichen Ländereien am Rande der Stadt Acker- und Gartenbau betrieb. Sie ermöglichte ihm ab 1705 ein Jurastudium an der damaligen Erfurter Universität. 1716 wurde er in den Dienst des Erfurter Stadtrates gestellt. Vier Jahre später übernahm Reichart die Ländereien der Familie. Bei seiner autodidaktischen Ausbildung im Acker- und Gartenbau half ihm sein kranker Stiefvater, ein „verständiger, geschickter, geweiseder und wohlerfahrener Öconomum“, wie in Reicharts Autobiographie zu lesen ist. Indem er seine Fragen und Antworten des Stiefvaters niederschrieb, entstand das erste kleine Lehrbuch zum Land- und Gartenbau.
Nach dem Tode des Stiefvaters begann Reichart mit umfangreichen Versuchen auf den geerbten Ländereien und bemühte sich, seine praktischen Erfahrungen wissenschaftlich zu durchdringen. Er entwickelte eine Reihe neuer Geräte für den Gartenbau, die die Arbeitsproduktivität steigerten und in weiterentwickelter Form noch heute angewendet werden. So erfand er neben der Einradhacke eine Maschine zum Ausdünnen von Pflanzen sowie die Stachelwalze zum Auflockern des Bodens. Durch Reichart hielt in Erfurt, wo bis dahin vor allem der Obst- und Weinbau sowie der Anbau von Küchen- und Arzneikräutern betrieben wurde, der intensive Gemüsebau Einzug.
In dem fruchtbaren Dreienbrunnengebiet am Rande von Erfurt wurden dank systematisch und wissenschaftlich betriebener Meliorationen viele Gemüsearten heimisch. Reichart akklimatisierte beispielsweise den aus Zypern kommenden Blumenkohlsamen und legte den Grundstein für die Erfurter Blumenkohlzucht. Auf einem großen Teil des Dreienbrunnengeländes legte Christian Reichart Brunnenkresseklingen an. Das vitaminreiche Gemüse, dass in Wasser gedeiht, war vor allem im Winter eine willkommene Abwechslung. Die Erfurter Gemüseproduktion versorgte bereits zu Reicharts Zeiten nicht nur die Stadt, sondern auch die nähere Umgebung. Reichart veredelte lokale Gemüseformen und verschaffte ihnen durch die von ihm betriebene Entwicklung der Samenzucht Anerkennung weit über die Stadtgrenzen hinaus. Bereits Mitte des 18. Jahrhunderts handelte er in Mitteleuropa mit Samen von 93 verschiedenen Gemüseformen. Die Entwicklung der 18-jährigen Fruchtfolge ohne Brache im Gegensatz zur überlebten Dreifelderwirtschaft sowie Steigerung der Produktion waren weitere Verdienste.
Das sechsbändige wissenschaftliche Hauptwerk Reicharts „Land- und Gartenschatz“ wurde 1753 veröffentlicht. Der erfolgreiche Gärtner arbeitete auch in öffentlichen Ämtern und gemeinnützigen Einrichtungen der Stadt. Ab 1752 beteiligte er sich als Ratsmeister an der Leitung städtischer Angelegenheiten. Während dieser Zeit setzte er sich für den wissenschaftlich-praktisch gebildeten Gärtner ein und forderte deshalb eine grundlegende Umgestaltung des Ökonomieunterrichts auf den Universitäten. Reichart hinterließ eine Reihe von Aufzeichnungen über die Erfurter Stadtgeschichte, vor allem seine „Erfurter Chronika“ von 1700 bis 1757.
Er starb fast erblindet 1775 in Erfurt.

## Ehrungen

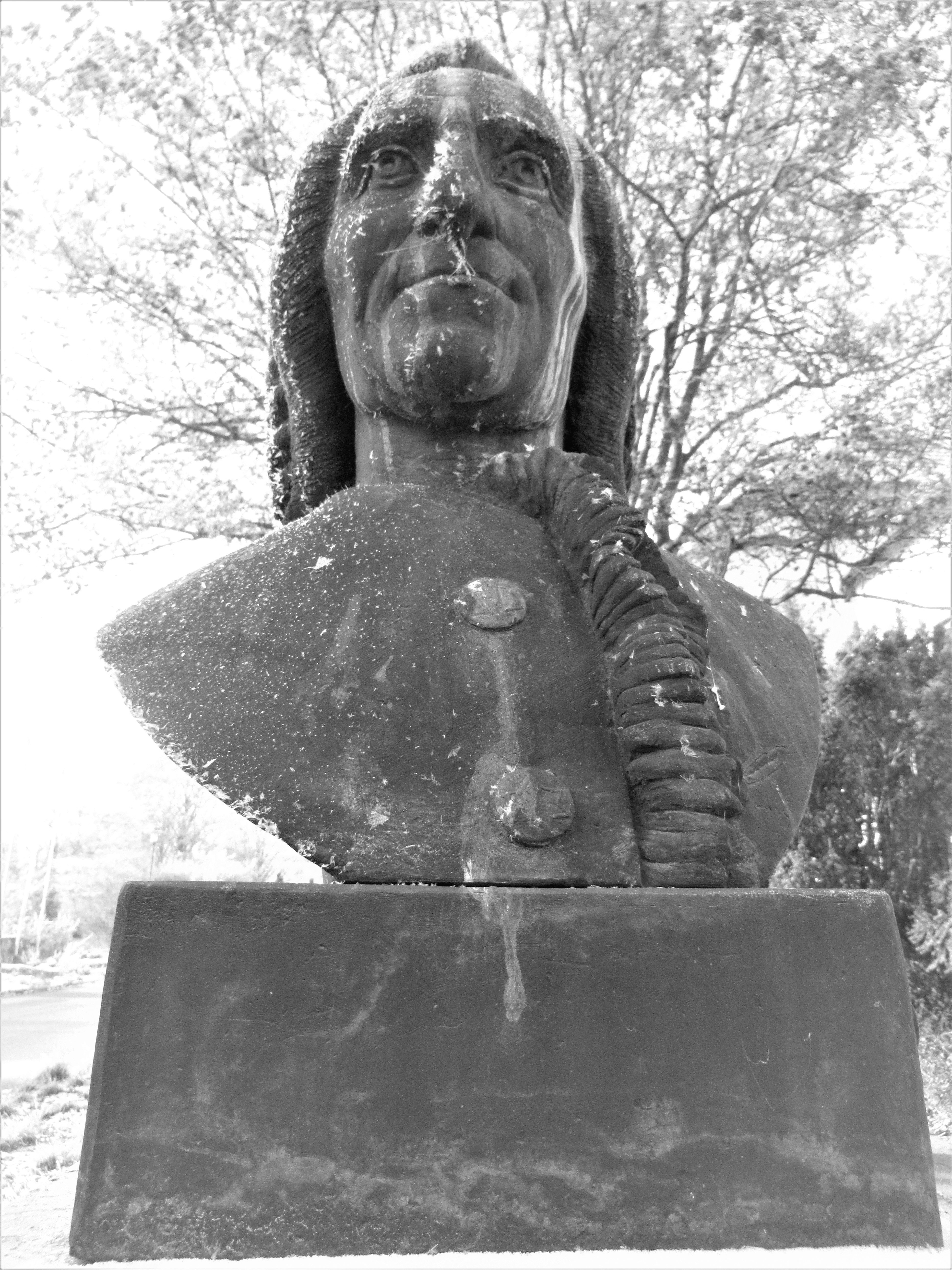
Büste vor der Fachhochschule für Gartenbau in der Leipziger Straße in Erfurt

Christian Reichart zu Ehren wurde im Jahr 1867 in Verbindung mit der Aufstellung eines Denkmals der ehemalige Erfurter „Platz am Wassertor“ umbenannt in Reichartplatz. Dieser wurde wiederum ab 1900 umbenannt in Kaiserplatz und ist seit dem Jahr 1945 als Karl-Marx-Platz bekannt.
Am 10. September 1867 wurde das Reichart-Denkmal eingeweiht, geschaffen von dem Erfurter Bildhauer Georg Friedrich Carl Kölling. Einst am Reichartplatz gelegen, wurde das Denkmal im Jahr 1900 in die Grünanlage an der Pförtchenbrücke versetzt.
Die im Erfurter Stadtteil Brühlervorstadt gelegene Staatliche Grundschule 19 trägt den Namen Christian Reicharts.
Vor der Fachhochschule für Gartenbau in Erfurt steht seit 1985 eine Büste von Reichart. Der Reichart-Preis wird seit 2014 verliehen.

## Werke
- Land- und Gartenschatz. 6 Bände. Erfurt 1753–1774 (6. Auflage ebenda 1819/1820).
- Einleitung in den Garten- und Acker-Bau. 2 Teile. Erfurt 1758/1759.
- Gemischte Schriften. Erfurt 1762.